# Katharina Fritsch
Katharina Fritsch (Essen, Alemania Occidental, 14 de febrero de 1956) es una escultora alemana que reside en Düsseldorf.

## Biografía
Nació en Essen, Alemania y estudió inicialmente Historia e Historia del Arte en la Universidad de Münster (WWU). En 1977, fue transferido su expediente académico a la Academia de Bellas Artes de Düsseldorf. Allí, fue alumna de Fritz Schwegler hasta 1984.
En 2001 fue nombrada profesora de Escultura en la Academia de Bellas Artes de Münster, un puesto que mantuvo hasta 2010. También ha sido profesora de Escultura en la Academia de Bellas Artes de Düsseldorf.

## Obra
Es conocida por sus esculturas e instalaciones que revitalizan objetos familiares con una sensibilidad extraordinaria y discordante. La iconografía de sus obras deriva de muchas fuentes diferentes, incluyendo el cristianismo, la historia del arte y el folclore. Obtuvo resonancia internacional por primera vez, a mediados de la década de 1980 con sus trabajos a escala natural de elefantes. El arte de Fritsch a menudo se ocupa de la psicología y de las expectativas de los visitantes del museo. Gary Garrels escribió que “una de las características notables del trabajo de Fritsch es su capacidad para captar la imaginación popular por su atractivo inmediato y ser un punto focal para las discusiones especializadas del mundo del arte contemporáneo. Este punto de encuentro muy poco frecuente se encuentra en el centro de su trabajo, ya que se ocupa de las relaciones ambiguas y difíciles entre los artistas y el público en general y entre el arte y su pantalla — es decir, el papel del arte y las exposiciones del museo en las postrimerías del siglo XX.” El color juega un papel especial en la obra de Fritsch, que tiene sus raíces en sus visitas durante la infancia a su abuelo, un vendedor de materiales de arte de Faber-Castell, cuyo garaje estaba bien abastecido con sus productos.
Sus obras más reconocidas son Rattenkönig/Rey Rata (1993), un círculo de ratas gigantes de poliéster negro, presentado en la Bienal de Venecia de 1999. Otros trabajos son Mönch (Monk) (2003), una estoica figura masculina, monocroma, hecha de poliéster sólido con una superficie lisa, de color negro mate; Figurengruppe / Grupo de Figuras (2006-2008), una instalación de nueve elementos; y Hahn (Gallina) (2010), una gallina de 14 pies (4.3m) de color azul ultramar que será instalada en la Trafalgar Square de Londres en 2013.
En su proceso de trabajo, Fritsch combina las técnicas de la escultura tradicional con las de la producción industrial. Mientras la mayoría de sus trabajos iniciales estaban hechos a mano, en la actualidad Fritsch sólo hace los modelos para sus esculturas y luego los envía a las fábricas para su producción, con indicaciones y especificaciones que rozan casi lo patológico. Ella emplea estos modelos para crear moldes, a partir de los cuales son reproducidas las esculturas finales en diversos materiales como yeso, poliéster o aluminio. Muchos se hacen como ediciones, lo que significa que varios modelos se toman de un molde. A lo largo de la duración de algunas de sus exposiciones, Fritsch ha hecho copias de las obras para la venta a los respectivos museos.

## Exposiciones
Fritsch mostró sus primeras esculturas en 1979. Su éxito internacional llegó en 1984 en la exposición de Düsseldorf "aus Von hier" (de aquí en adelante). En 1988 expuso en la Kunsthalle de Basilea y en 1997 en el Museum für Gegenwartskunst. Su trabajo ha sido objeto de exposiciones en el Museo de Arte Moderno de San Francisco , el museo Tate Modern y el Museo de Arte Contemporáneo de Chicago (en), así como de una exposición en la Kunsthaus de Zúrich (en) y en Deichtorhallen (en- 2009). Está representada en las colecciones del Museo de Arte Moderno, Nueva York, el Museo de Arte de Filadelfia , la Staatsgalerie de Stuttgart (en), en el Museo Brandhorst (en), Múnich o en el Museo de Arte Contemporáneo Helga de Alvear, entre otros. Su primera gran exposición en Estados Unidos se celebró en el Centro de la Fundación Día para las Artes (en) en 1993. Representó a Alemania en la Bienal de Venecia de 1995.
Ella ha estado representada por White Cube de Londres y la Galería Matthew Marks de Nueva York desde 1994.

## Premios y reconocimientos
- 1984 Kunstpreis Rheinische Post, Düsseldorf
- 1989 Kunstpreis Glockengasse, Colonia
- 1994 Coutts & Co. International Award, Londres
- 1996 Kunstpreis Aachen
- 1999 Junge Stadt sieht Junge Kunst, Wolfsburg
- 2002 Konrad-von-Soest-Preis des Landschaftsverband Westfalen-Lippe
- 2008 Piepenbrock Preis für Skulptur
- 2022 León de Oro a la Trayectoria de la 59 Exposición Internacional de Arte de La Biennale di Venezia.[15]